# Norddaggkåpa (växt)
Norddaggkåpa (Alchemilla borealis) är en rosväxtart som beskrevs av Gunnar Samuelsson och Sergei Vasilievich Juzepczuk. Enligt Catalogue of Life ingår Norddaggkåpa i släktet daggkåpor och familjen rosväxter men enligt Dyntaxa är tillhörigheten istället släktet daggkåpor och familjen rosväxter. Artens livsmiljö är skogslandskap, fjäll. Inga underarter finns listade i Catalogue of Life.